# Agnes Wilhelmina van Merode

familiewapen de Merode

Agnes Wilhelmina van Merode (1600-1671) was een dochter van Bernard van Merode en Catharina van Brederode. 
Zij was getrouwd met Walraven van Wittenhorst, maar deze stierf al snel. Ze kwam in 1640, na de dood van haar vader, op het kasteel wonen en hertrouwde met Johan de Salm van Malgré, die luitenant-kolonel was in het Spaanse leger. Daar zij erfvrouwe van Asten was, werd Johan de Salm nu heer van Asten. 
Agnes Wilhelmina woonde op Kasteel Asten in aanzienlijke luxe en ze had veel personeel. Ze tobde met haar gezondheid en reisde vrijwel nooit, behalve naar Brussel. Haar man was militair, en deze was vaak gedurende langere tijd afwezig. In 1643 kreeg Agnes Wilhelmina een bericht dat haar man gesneuveld was in de Slag bij Rocroi. De omstandigheden van zijn dood werden pas later bekend, toen zijn knecht en zijn tamboer in Asten arriveerden.
In 1646 hertrouwde zij opnieuw, nu met Willem van Oetelaar (St. Oedenrode, 13 februari 1617 - Diest, 24 oktober 1678) heer van Henkenshaghe en door huwelijk van 1646 tot 1656 heer van Asten. Van 1677 tot 1678 was hij drossaart van Diest. Hij was een zoon van Nicolaas van Oetelaar (St. Oedenrode ca. 1580 - voor 20 augustus 1667) slotheer en eigenaar van het kasteel Henkenshage en Barbara Le Lyon, ook wel genoemd Barbara de Leeuw. Barbara was eigenaresse van het ridderhof ten Bogaarde te Dinther.
In 1656 droegen zij de heerlijkheid Asten over aan Everard van Doerne, maar het echtpaar mocht de titel vrouwe en heer van Asten blijven voeren. Na het overlijden van Agnes Wilhelmina in 1671 is Willem van Oetelaar waarschijnlijk uit het kasteel vertrokken. Van Doerne bezat het Blokhuis te Liessel en claimde de heerlijkheidsrechten van dat dorp. Van zijn tante Agnes, die zelf overigens een schoondochter van Margaretha van Doerne en Walraven van Wittenhorst was, erfde hij de heerlijkheid Asten. De families Van Merode en Van Doerne waren door minstens drie huwelijken met elkaar verstrengeld.

wapen van het geslacht van Wittenhorst
wapen Willem van Oetelaar (1617-1678)